# باربرا روبين
باربرا روبين (بالإنجليزية: Barbara Rubin)‏ هي مخرجة أمريكية، ولدت في 1945 في كوينز في الولايات المتحدة، وتوفيت في 1980 في باريس في فرنسا بسبب مرض معد.

## وصلات خارجية
- باربرا روبين على موقع IMDb (الإنجليزية)
- باربرا روبين على موقع قاعدة بيانات الفيلم (الإنجليزية)
- باربرا روبين على موقع كينوبويسك (الروسية)